# 咏生乡
咏生乡，中华人民共和国湖南省岳阳市平江县下属的一个镇，位于平江县中东部。

## 建制沿革
- 1995年，划邵阳、谢江、虹桥、钟洞乡边境的5个村设立咏生乡。

## 行政区划
咏生乡下辖5个行政村：
- 复兴村、杜庄村、桑园村、周方村、清荷村